# Tratado de Lhasa
O Tratado de Lhasa foi assinado em 7 de setembro de 1904, no Palácio de Potala em Lhasa, capital do Tibete, entre o governo britânico e o tibetano.
Este tratado reconheceu as fronteiras entre Sikkim e o Tibete e as cidades tibetanas foram abertas ao comércio britânico. Até o final da regulamentação por parte do Tibete de uma compensação financeira, a Grã-Bretanha primeiramente ocuparia o Vale do Chumbi e, em uma segunda parte, nenhuma outra potência poderia residir, intervir ou ter concessões nas ferrovias ou jazidas minerais no Tibete. Este tratado reconhece independência de facto do Tibete e nenhuma tutela chinesa, cancelando assim os acordos de 1890 e 1893 entre a China e o Reino Unido. O tratado foi ratificado em Simla em 11 de novembro de 1904, reduzindo a ocupação do Vale de Chumbi e 2/3 da indenização.
Após reações internacionais, o tratado foi questionado nomeadamente com o Tratado de Pequim, em 1906.